# Škvár
Škvár (anglicky Pulp) je poslední (šestý) román amerického spisovatele Charlese Bukowského vydaný roku 1994. Věnoval jej špatnému psaní. Samotná kniha je mixem humoristického a detektivního románu. Najdou se i autobiografické rysy a také trocha sci-fi.
Charles Bukowski tuto knihu začal psát v roce 1991 a dokončil ji těsně před svou smrtí, jako by cítil brzký konec. V románu to je patrné např. z postavy Smrtky, která nahání francouzského spisovatele Célina, jemuž je přes sto let.
Psal ji tak dlouho, neboť detektivní příběh pro něj byl novým polem působnosti a on nikdy nevěděl, co se odehraje v další kapitole. Pomalu se prokousával vpřed, hledal nová témata, protože zásoby osobního materiálu již vyčerpal. Tato experimentální tvorba jej bavila.
Škvár je hold vzdaný mistrům detektivních románů tzv. drsné školy, jakými byli James M. Cain, Raymond Chandler, Jim Thompson, Dashiell Hammett a Mickey Spillane.
Forma je velmi úsporná, většina vět je stručná. Jak se Bukowski zmiňuje ve stati Základní výcvik (sbírka Pobryndané spisy), ke konci své literární tvorby se snažil o maximální jednoduchost a údernost. Podle jeho názoru tak mohl minimalizovat riziko chyby či lži.
Česky knihu vydalo nakladatelství Pragma v roce 1997.
Hlavní postavou tentokrát není Henry Chinaski (ten se ale v přípěhu také mihne), nýbrž Nick Belane, soukromý detektiv, který pracuje za směšný honorář a podle toho je také úspěšný. Prakticky nic mu nevychází, je frustrovaný a často neví, jak dál. Když už se mu zadaří něco dotáhnout do konce, cítí se lépe.
Doslov napsal Gerald Locklin, přítel Charlese Bukowského a autor knihy Bukowski: Zaručený tip.

## Postavy
- Bill a Louie – dálniční policajti, překazí Belanovi sledování Bassovy manželky.
- Brewster – ochranka paní Bassové, replika King Konga.
- Céline – francouzský spisovatel, má být dávno mrtev, ale záhadným způsobem Smrtce uniká.
- Cindy Bassová – manželka Jacka Basse, údajně mu zahýbá.
- Dante a Fante – vymahatelé dluhů, dělají pro Tonyho. John Fante byl Bukowského literární idol.
- Deja Fountainová – falešný kontakt na Červeného vrabce.
- Hal Grovers – dělá v márnici Silver Haven, má problém s Jeannie Nitrovou.
- Harry Sanderson – lichvář z Acme Executioners.
- Jack Bass – boháč, má pocit, že mu zahýbá manželka a chce vědět s kým.
- Jeannie Nitrová – mimozemšťanka z planety Zaros.
- John Barton – záhadná postava, která doporučuje Belanovi kšefty. Chce Červeného vrabce. Pseudonym pro Johna Martina, vydavatele z Black Sparrow Press, který nikdy nepřestal věřit Bukowského literárním schopnostem.
- Johnny Temple – člověk z Acme Executioners.
- McKelvey – nájemce kanceláře. Belane mu dluží peníze.
- Nick Belane – soukromé očko, podle Johna Bartona nejlepší detektiv v Los Angeles. Pojmenován po Mickey Spillanem, autoru detektivek tzv. drsné školy.
- Penny – bývalá manželka Nicka Belaneho.
- Red Koldowsky – nerudný knihkupec, vyhání lidi, ať už si něco koupí či ne. V reálu Red Stodolsky, majitel Baroque Books na Hollywood Boulevard v L.A.
- Smrtka – hledá Célina, který jí uniká. Nejednou vytáhne Nicka Belana z bryndy.
- Tommy – McKelveyho gorila.
- Tony – bookmaker, Belane si u něj vsadil a prohrál. Dluží mu pět set babek.
- Trachea – žena z baru Hades, má nějakého červeného vrabce.

## Obsah
Jednoho dne zazvoní Nicku Belanovi, losangeleskému soukromému detektivovi, v kanceláři telefon. Zvedne jej a na druhém konci se ozve Smrtka. Má velmi smyslný hlas a chce pomoct s pátráním po Célinovi. Belana jí doporučil John Barton. Belane si s ní sjedná osobní schůzku.

Přijde do kanceláře a Belanovi málem vypadnou oči z důlků. Smrtka se zmíní, že Céline údajně chodí do knihkupectví Reda Koldowského a vyplatí detektivovi zálohu 240 dolarů.
Druhý telefonát, na drátě je sám John Barton. Nepochybuje, že Belane je nejlepší detektiv v L.A. a chce po něm, aby mu našel Červeného vrabce. Kšefty se začínají hýbat.

Belane jde k Redovi a skutečně, postává tam chlápek, který je podobný Célinovi. Koldowsky ho ale nenechá dlouho okounět a vyhodí ho. Belane ho chce vyzpovídat, ale Céline sedne do taxíku a ujede.
McKelvey, nájemce kanceláře, jemuž dluží Belane peníze za nájem, se jde připomenout, nepochodí. Nakonec za něj nájem zaplatí Smrtka, dokonce na rok dopředu. Tím problémy nekončí, tentokrát si u Belana podají dveře Dante a Fante, Tonyho poskoci. Tonymu vadí, že mu Nick dluží půl tácu a přitom si spokojeně pobíhá po městě. Jde do tuhého... Belane má štěstí, opět zasáhne Smrtka. Na Belana sází.

Třetím klientem se zanedlouho stává Jack Bass. Myslí si, že ho podvádí manželka a chce zjistit s kým. Belane si od něj vezme její fotografii a napíše si adresu.
Jde za Koldowským a má štěstí, Céline se zase hrabe v knihách. Za chvíli odchází, Belane je mu v patách. Sedá do auta a jede za ním. Céline zastavuje u domu Jacka Basse a jde dovnitř. Jaké překvapení. Nick vezme videokameru a vpadne do domu s vidinou snadného rozřešení případu. Nedopadne to úplně podle představ...

Belane je tvrdohlavý a jen tak něco ho neodradí. Vrací se zpět do domu Jacka Basse a zapíná kameru. Cindy je uvnitř, někoho tam má, to je jisté. Teď už to musí vyjít. Vykopne dveře a zaostřuje kameru na neznámého muže – neznámého? Muž se otočí, je to Jack Bass. Belane bere nohy na ramena a prchá před jeho hněvem.
Kontaktuje jej Hal Grovers. Pracuje v márnici Silver Haven a tvrdí, že má problém s jednou ženskou. Je to Jeannie Nitrová, mimozemšťanka z planety Zaros a Grovers musí udělat cokoliv ona poručí. Ovládá ho, má ho v hrsti. Belane si myslí, že má před sebou případ pro psychiatra, ale když se u něj v kanceláři Jeannie objeví, Grovers klekne na čtyři a líže jí boty. Zapeklitá situace.
Nick volá Bassovi a podaří se mu ho přesvědčit, aby na jeho případu dělal dál. Přemýšlí, má pocit, že musí existovat nějaká souvislost mezi všemi zúčastněnými osobami. Představí si, že leží v posteli se Smrtkou, Jeannie Nitrovou a se Cindy – ale řešení nikde.

Jedné noci se u něj doma zhmotní Jeannie Nitrová a varuje ho, aby se jí nepletl do cesty. Není z toho nadšený.
Později potká na dostizích Célina. Tomu se nelíbí, že se o něj někdo zajímá a tak si najme Belana, aby mu o Smrtce zjistil víc informací. Belane má pocit, že se do toho pořádně zamotává. Pak mu to dojde.

Pozve Célina a Smrtku do baru k Mussovi. Tam v rámci sázky Céline ukáže svůj řidičák a má to spočítané. Jeden případ by byl vyřešený. Vlastně dva – není klient, není případ. Je potřeba to oslavit. Jde do baru, ale obsluha není zrovna příjemná. Jde pryč a cestou počítá hlupáky, které potkává. Za dvě a půl minuty jich napočítá padesát. Zapadne do dalšího baru. Tam je to stejné.
V kanceláři na něj čeká Jeannie. Dozví se od ní, že je z planety Zaros a že hodlají okupovat Zemi. Naverbuje Belana proti jeho vůli jako jejich agenta. Nick ví, že má problém a současně si je vědom, že Grovers už ho nemá. Zavolá mu, aby se připomněl s odměnou.

Na řadě je Cindy. Belane si dává pozor, aby potřetí nešlápl vedle a má štěstí. Anebo je to větší praxí? Zkrátka – v motelu ji překvapí při souloži s Billym. Billymu se moc nelíbí, že byl nafilmován. Jde po detektivovi a nezastaví ho ani kulka. Belane pochopí – další mimozemšťan. Ale udělal chybu, překročil své kompetence. Objeví se Jeannie a zakročí. Další případ v suchu. Jeannie mu sdělí, že se Zarosané rozhodli Zemi nekolonizovat. Kvůli lidem a jejich ignoranci to přestává být planeta vhodná pro život. Rozloučí se s Belanem a je pryč.
Zbývá poslední úkol: Červený vrabec. Belane dostane tip, ale stejně jako stokrát předtím selže, vrabec mu proklouzne mezi prsty. A problémy s hloupými barmany pokračují.

Sedí v kanceláři a přemýšlí, co dál. Určití lidé ve městě se už dozvěděli, že pátrá po Červeném vrabci. Ozve se Harry Sanderson a předkládá svou nabídku – deset táců za vrabce. Belane má čtyřiadvacet hodin na rozmyšlenou. Odmítá, nakonec se dohodnou na čtyřech tisících. Belane ty prachy nemá, takže dostane zároveň i půjčku na patnáctiprocentní úrok. Podepíše, přestože má předtuchu, že bude podveden. Nemýlí se, za peníze, které ani neviděl, dostane kanára obarveného na červeno a upozornění o termínu první splátky.
Doma přemítá u flašky. Má dojem, že se octl ve slepé uličce. S Červeným vrabcem i se svým životem. Zastaví se za ním bývalá manželka Penny, která kdysi zmizela s jakýmsi chlápkem. Je švorc a potřebuje nějaké peníze. Belane jí rezignovaně vyhoví. Penny nabízí protislužbu, ale on nemá náladu. Chce jen sedět na gauči a s panákem v ruce hledět do zdi.

Lhůta uplynula a do kanceláře se na minutu přesně dostaví Johnny Temple z Acme Executioners se svými gorilami. Belane peníze nesplašil. Berou ho na menší vyjížďku do parku. Belane ničemu nerozumí, chtějí ho zastřelit kvůli pár stovkám? To je snad špatný vtip. Pochopí, že není poté, co mu čtyři kulky provrtají břicho. Upadá do bezvědomí.

A pak ho spatří...nádherného, zářivého, obrovského Červeného vrabce. Otevírá zobák, v němž se objeví nesmírná prázdnota...
Zatímco jsem čekal, zabil jsem čtyři mouchy. K čertu, smrt byla všude. Člověk, pták, zvíře, plaz, hlodavec, hmyz, ryba, nic nemá naději. Všechno je předurčeno. Nevěděl jsem, co proti tomu dělat. Skličovalo mě to. Víte, když se dívám na pomocníka v supermarketu, jak mi skládá nakoupené zboží do igelitových tašek, vidím, jak se sám ukládá do vlastního hrobu zároveň s toaletním papírem, pivem a kuřecími prsíčky.